# Suzy Delair
Suzanne Pierrette Delaire (París, Francia 31 de diciembre de 1917-15 de marzo de 2020), más conocida como Suzy Delair, fue una actriz, bailarina y cantante francesa.

## Carrera en el cine
Nacida en París, actuó en películas dirigidas por Henri-Georges Clouzot, Jean Dréville, Jean Grémillon, Marcel L'Herbier, Christian-Jaque, Marcel Carné, Luchino Visconti, René Clément, y Gérard Oury.
Durante varios años, Delair fue la compañera del director francés de cine, productor y guionista Henri-Georges Clouzot.

## Vida personal y muerte
En la Nochevieja de 2017, Delair cumplió 100 años. Murió el 15 de marzo de 2020 a los 102 años.